# Перистерия высокая
Перистерия высокая (лат. Peristeria elata), также орхидея-голубь, орхидея-«святой дух» — вид орхидей, встречающийся в  Центральной Америке и северной части Южной Америки. Это типовой вид рода. С 1980 года эта орхидея является национальным цветком Панамы.

## Описание
Перистерия высокая имеет шаровидные псевдобульбы с голову ребёнка — самые крупные среди орхидных, с тремя — пятью листьями, выходящими из вершины псевдобульбы, 60—100 см в длину и до 15 см в ширину. Стебель с цветками поднимается из основания луковицы и имеет длину от 0,8 до 1,3 метра, он несёт несколько цветков, распускающихся по 2—4, начиная от нижнего, цветоножки длиной до 4 см, цветки белого цвета с пурпурными пятнышками. Аромат цветка напоминает запах кубышки жёлтой. Цветёт в сезон дождей. Опыляется пчёлами рода Eufriesea (вид Eufriesea concava), посещается также эуглоссами. Плод — коробочка, имеет форму эллипсоида, длиной 4—5,5 см, шириной до 2 см, созревает в сухое время года.
В своём первом описании растения Гукер пишет, что в 1826 году луковица этого растения была отправлена Генри Барнардом, нашедшим её в окрестностях Панамы, из Трухильо в Ливерпуль Ричарду Гаррисону. Местные жители называли это растение el Spirito Santo (с исп. — «Святой Дух»). Причина этого стала ясна летом 1831 года, когда выращенное из луковицы растение зацвело: центральная часть цветка, колонка, напоминала голубя, который в христианстве был символом Святого Духа, третьей ипостаси Троицы. Ввиду этого роду было дано название «перистерия», которое происходит от греч. περιστερα — «голубь».

## Распространение
Это наземное растение произрастает в Центральной Америке и северной части Южной Америки, от Коста-Рики до Колумбии и Венесуэлы. В Панаме этот вид встречается в предгорных влажных лесах и во влажных тропических лесах провинции Панама и в предгорных влажных лесах на малых и средних высотах в провинциях Колон и Кокле.

## Охрана
Этот цветок — на грани вымирания, из-за его красоты торговцы уносят его из естественной среды обитания. Растение включено в список находящихся под угрозой растений согласно Конвенции о международной торговле видами дикой фауны и флоры, находящимися под угрозой исчезновения.

## В культуре
Перистерия высокая под её испанским названием Espíritu Santo упоминается во второй части повести «Налегке» Марка Твена, где автор отмечает, что «в чашечке этого цветка можно увидеть изящнейшее изображение белоснежного голубя в миниатюре».